# Eomadtsoia
Eomadtsoia is een geslacht van uitgestorven slangen uit de familie Madtsoiidae, die tijdens het Laat-Krijt in Zuid-Amerika leefde.

## Fossiele vondsten
Eomadtsoia werd in 2019 beschreven aan de hand van fossiele wervels die werden gevonden in de La Colonia-formatie in Argentinië, die dateert uit het Maastrichtien. 

## Kenmerken
Eomadtsoia was meer dan vier meter lang.

## Verwantschap
Binnen de Madtsoiidae is Eomadtsoia het zustertaxon van Powellophis als basaal lid van een clade die ook Madtsoia en de Australische Wonambi omvat.